# جون بلاك (سياسي كندي، مواليد 1853)
جون بلاك هو محامي وسياسي كندي، ولد في 23 نوفمبر 1853 في Kingsclear, New Brunswick ‏ في كندا، وتوفي في 29 ديسمبر 1936 في فريدريكتون في كندا. نشط حزبياً في الجمعية الليبرالية لنيو برونزويك ‏. وقد انتخب عضو الجمعية التشريعية لنيو برونزويك ‏ عن دائرة York County, New Brunswick ‏ (1895 – 1899).